# Centroclisis lutea
Centroclisis lutea är en insektsart som beskrevs av Navás 1912. Centroclisis lutea ingår i släktet Centroclisis och familjen myrlejonsländor. Inga underarter finns listade i Catalogue of Life.